# Munții Wind River
Munții Wind River (în engleză Wind River Range) este un lanț muntos din masivul Rocky Mountains, unde are izvorul Green River. Munții se află pe teritoriul de vest al statului Wyoming ei se întind pe o lungime de 190 km pe direcția sud-est. Limitând la sud-est Parcul Național Yellowstone, piscurile cele mai înalte ale munților fiind:  Gannett Peak (cu 4207 m cel mai înalt punct din Wyoming), Fremont Peak (4185 m) și  Wind River Peak (4021 m). Regiunile mai înalte ale munților fiind rezervații naturale ca Bridger Wilderness, Fitzpatrick Wilderness, Popo Agie Wilderness, Wind-River-Reservation (rezervația indienilor shoshoni și arapaho).
Coordonate: 43° 1′ N, 109° 30′ W